# Império de Salonica
Império de Salonica (em grego: Αυτοκρατορία της Θεσσαλονίκης) é um termo historiográfico utilizado por alguns estudiosos modernos para referir-se ao Estado grego bizantino de curta duração centrado na cidade de Salonica entre 1224 e 1246 e governado pela dinastia Comneno Ducas do Epiro. No momento da sua criação, o Império de Salonica sob o capaz Teodoro Comneno Ducas rivalizou com o Império de Niceia e o Segundo Império Búlgaro como o mais forte Estado na região, e aspirou capturar Constantinopla, colocando fim ao Império Latino, e restaurando o Império Bizantino que foi extinto em 1204. A ascensão de Salonica foi breve, terminando com a desastrosa batalha de Klokotnitsa contra a Bulgária em 1230, quando Teodoro Comneno Ducas foi capturado.
Reduzido à vassalagem búlgara, seu irmão e sucessor Manuel Comneno Ducas foi incapaz de evitar a perde de muitas das conquistas de seu irmão na Macedônia e Trácia, enquanto o núcleo original do Estado, Epiro, tornou-se independente sob Miguel II Comneno Ducas. Teodoro recuperou Salonica em 1237, instalando seu filho João Comneno Ducas, e após ele Demétrio Comneno Ducas (r. 1244–1246), como governantes da cidade, enquanto Manuel, com apoio niceno, tomou a Tessália. Os governantes de Salonica portaram o título imperial de 1225/1227 até 1242, quando foram forçados a renunciá-lo e reconhecer a suserania do rival Império de Niceia. Os Comnenos Ducas continuaram a governar como déspotas de Salonica por mais quatro anos depois disso, mas em 1246 a cidade foi anexada por Niceia.

## Antecedentes
Após a Quarta Cruzada capturar Constantinopla em abril de 1204, o Império Bizantino foi dissolvido e dividido entre os líderes cruzados e a República de Veneza. O Império Latino foi centrado em Constantinopla, enquanto boa parte do norte e leste da Grécia continental foram para o Reino de Salonica sob Bonifácio de Monferrato. Ao mesmo tempo, dois grandes Estados gregos bizantinos nativos emergiram para enfrentar os latinos e reclamar a herança bizantina, o então chamado Império de Niceia sob Teodoro I Láscaris (r. 1204–1222) na Ásia Menor, e o então chamado Despotado do Epiro na Grécia ocidental sob Miguel I Comneno Ducas (r. 1205–1215), enquanto um terceiro Estado, o então chamado Império de Trebizonda, estabeleceu uma existência separada nas costas remotas do Ponto. Miguel I Comneno Ducas logo estendeu seu Estado na Tessália e seu sucessor Teodoro Comneno Ducas capturou Salonica em 1224.

## Ascensão e declínio
A captura de Salonica, tradicionalmente a segunda cidade do Império Bizantino após Constantinopla, permitiu a Teodoro enfrentar as reivindicações nicenas sobre o título imperial bizantino. Com o apoio dos bispos de seus domínios, foi coroado imperador em Salonica pelo arcebispo de Ócrida, Demétrio Comateno. A data é desconhecida, mas foi situada em 1225 ou em 1227/1228. Tendo abertamente declarado suas ambições imperiais, Teodoro voltou seu olhar para Constantinopla. Apenas o imperador niceno João III Ducas Vatatzes (r. 1221–1254), e o imperador búlgaro João II Asen (r. 1218–1241) eram fortes o bastante para enfrentá-lo.

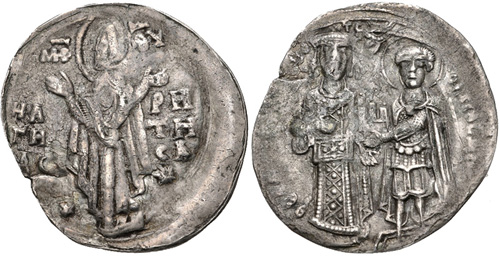
Traqueia de bilhão de como imperador de Salonica

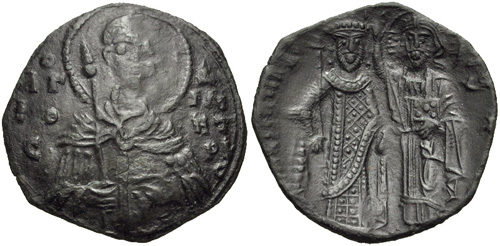
Traqueia de

Numa tentativa de antecipar Teodoro, os nicenos tomaram Adrianópolis dos latinos em 1225, mas Teodoro rapidamente marchou para a Trácia e forçou os nicenos a deixar seus domínios europeus para ele. Teodoro estava livre para assaltar Constantinopla, mas por rasões desconhecidas atrasou seu ataque. No meio tempo, os nicenos e latinos resolveram suas diferenças, e embora formalmente aliados com Teodoro, João II Asen também iniciou conversações para uma aliança dinástica entre o Império Latino e Bulgária. Em 1230, Teodoro finalmente marchou contra Constantinopla, mas virou seu exército inesperadamente para norte contra a Bulgária. Na resultante Batalha de Klokotnitsa, o exército de Teodoro foi destruído e ele foi levado cativo e depois cegado.
Esta derrota abrupta diminuiu o poder de Salonica. Um estado construído sob rápida expansão militar e contando com a habilidade de seu governante, sua administração foi incapaz de lidar com a derrota. Seus territórios na Trácia, bem como da Macedônia e Albânia, rapidamente caíram para os búlgaros, que emergiram como o poder mais proeminente dos Bálcãs. Teodoro foi sucedido por seu irmão Manuel Comneno Ducas (r. 1230–1241). Ele ainda controlou os arredores de Salonica bem como as terras da dinastia na Tessália e Epiro, mas foi forçado a reconhecer-se como vassalo de Asen. A fim de preservar alguma liberdade de manobra, Manuel virou-se para os antigos rivais de seu irmão em Niceia, oferecendo reconhecido da superioridade de Vatatzes e do patriarca de Constantinopla, que residia em Niceia. Manuel também foi incapaz de evitar Miguel II Comneno Ducas, o filho bastardo de Miguel I, de retornar do exílio no rescaldo de Klokotnitsa e tomar controle do Epiro, onde aparentemente gozou de suporte considerável. No fim, Manuel foi forçado a aceitar o fait accompli e reconheceu Miguel II como governante do Epiro sob sua própria suserania. Como sinal disso, conferiu a Miguel o título de déspota. De início, a suserania de Manuel foi teórica, e por 1236–37 Miguel II esteve agindo como um governante independente, tomando Corfu, e emitindo cartas e concluindo tratados em seu próprio nome.

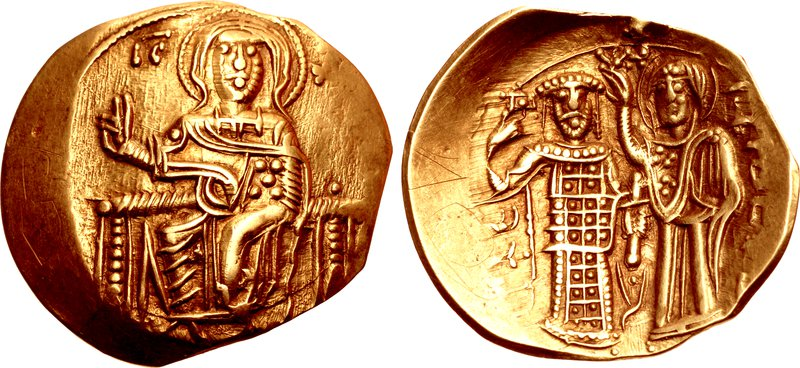
Hipérpiro de r.

O reinado de Manuel durou até 1237, quando foi deposto num golpe por Teodoro. O último foi libertado do cativeiro e secretamente retornou para Salonica após João II Asen apaixonar-se e casar-se com sua filha Irene. Tendo sido cegado, Teodoro não poderia reclamar o trono para si e coroou seu filho João Comneno Ducas (r. 1237–1244), mas permaneceu o poder real atrás do trono e regente virtual. Manuel logo escapou e fugiu para Niceia, onde prometeu lealdade a Vatatzes. Assim, em 1239, Manuel foi permitido velejar para a Tessália, onde começou a reunir um exército para marchar contra Salonica. Após a captura de Lárissa, Teodoro ofereceu-o um acordo, no qual ele e seu filho manteriam Salonica, Manuel manteria a Tessália, enquanto outro irmão, Constantino Comneno Ducas, governaria a Etólia e Acarnânia, que havia recebido como apanágio desde a década de 1220. Manuel concordou e governou a Tessália até sua morte em 1241, momento que ela foi rapidamente ocupada por Miguel II do Epiro.

## Submissão de Niceia

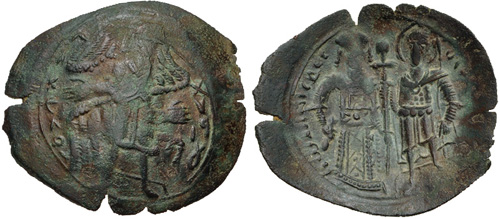
Traqueia de João Comneno Ducas r.

Em 1241, na garantia de salvo conduto, Teodoro foi para Niceia, mas lá Vatatzes manteve-o como prisioneiro, e no ano seguinte embarcou com seu exército para a Europa e marchou contra Salonica. Vatatzes teve que interromper a campanha e retornou para Niceia quando recebeu notícias da invasão mongol na Ásia Menor, mas conseguiu intimidar João à submissão: em troca do reconhecimento de seu título imperial e reconhecimento da autoridade nicena, permitiu-se a João manter-se como governante de Salonica com o título de déspota. Em 1244, João morreu e foi sucedido por seu irmão mais novo Demétrio Comneno Ducas (r. 1244–1246). Demétrio era um governante frívolo que rapidamente fez-se impopular entre seus súditos.
Em 1246, Vatatzes mais uma vez cruzou para a Europa. Numa campanha de três meses ele capturou muito da Trácia bem como da Macedônia da Bulgária, que agora tornou-se sua vassala, enquanto Miguel II do Epiro também tomou territórios no oeste. Após este sucesso notável, Vatatzes virou-se contra Salonica, onde cidadãos proeminentes já estavam conspirando para derrubar Demétrio e entregar a cidade para ele. Quando Vatatzes apareceu diante da cidade, Demétrio recusou-se a aparecer e pagar homenagem a seu suserano, mas os apoiantes nicenos dentro da cidade abriram um portão e deixaram o exército niceno entrar. Salonica foi incorporada ao Estado niceno, com Andrônico Paleólogo como seu governador, enquanto Demétrio foi enviado para um exílio confortável em propriedades conferidas a ele na Ásia Menor. Por outro lado, seu pai foi exilado para Vodena.

## Rescaldo
Apesar do fim do Estado salonicense, Miguel II do Epiro assumiu o manto das reivindicações de sua família. Miguel tentou capturar Salonica e restabelecer um Estado grego ocidental forte capaz de confrontar Niceia pela supremacia e a herança imperial bizantina. Um primeiro assalto em 1251–53, encorajado pelo antigo Teodoro Comneno Ducas, falhou, e Miguel foi forçado a negociar termos. Isso não impediu Miguel, que após 1257 procurou alianças com outros poderes contra a ameaça crescente de Niceia, incluindo o Principado de Acaia e Manfredo da Sicília. As ambições de Miguel foram destruídas na Batalha de Pelagônia de 1259. No rescaldo de Pelagônia, Epiro e Tessália foram ocuparas por pouco tempo pelos nicenos. Mais importantemente, a vitória abriu o caminho para a reconquista de Constantinopla em 15 de agosto de 1261, e a restauração do Império Bizantino sob a dinastia paleóloga.

## Governantes
Lista de governantes Comneno Ducas de Salonica:
- Teodoro Comneno Ducas (1224–1230, coroado imperador em 1225/1227);
- Manuel Comneno Ducas (1230–1237, coroado imperador em 1235/1237);
- João Comneno Ducas (1237–1242 como imperador; 1242–1244 como déspota);
- Demétrio Comneno Ducas (1244–1246 como déspota);
- Anexação pelo Império de Niceia.